# USS John C. Stennis
La USS John C. Stennis (CVN-74) è una portaerei a propulsione nucleare della U.S. Navy, la settima in ordine di costruzione della classe Nimitz, entrata in servizio in dicembre del 1995. Prende il nome del senatore statunitense John C. Stennis.
La sua base di appoggio è attualmente nella Naval Base Kitsap, nello stato di Washington.
Come le altre portaerei della classe Nimitz, il suo equipaggio è composto, a pieno regime, da 5680 persone (3200 marinai + 2680 avieri). Può imbarcare fino a 85 velivoli ad ala fissa o rotante, tra cui 4 squadriglie di caccia F/A-18 Hornet, una squadriglia di aerei EA-6B Prowler per la guerra elettronica, una squadriglia di aerei Grumman E-2 Hawkeye con compiti di sorveglianza aerea, alcuni aerei da trasporto logistico Grumman C-2 Greyhound, e alcuni elicotteri SH-60 Seahawk.

## Dati storici

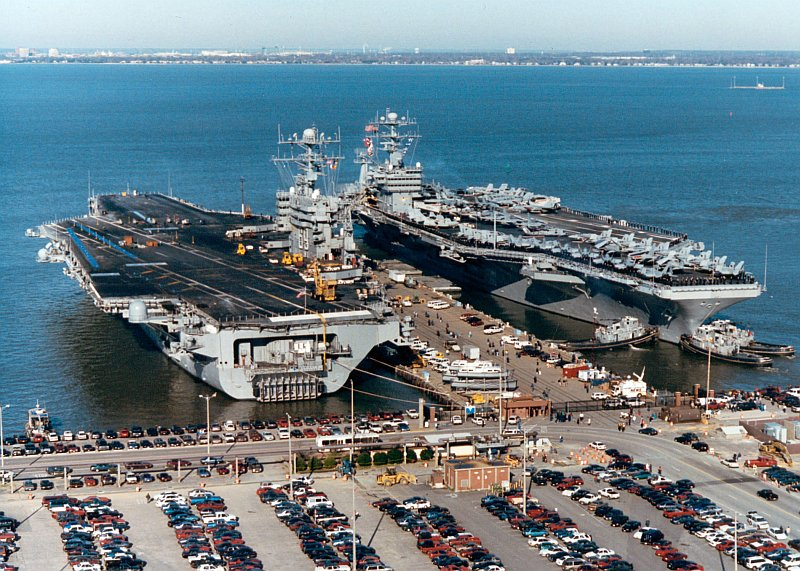
La Dwight D. Eisenhower (a sin.) e la Stennis alla partenza del viaggio inaugurale

- La sua costruzione viene ordinata il 29 marzo 1988 e inizia il 13 marzo 1991 nei cantieri navali della Northrop Grumman Corporation a Newport News, in Virginia. Viene varata ufficialmente l'11 novembre 1993, ed entra in servizio attivo il 9 dicembre 1995.
- Nel marzo del 1998 parte dalla base navale di Norfolk per la sua prima missione, in direzione del golfo Persico, dove partecipa a rinforzare la No Fly Zone in Iraq. Il 26 agosto, dopo aver attraversato gli oceani Indiano e Pacifico, raggiunge la sua base di appoggio di San Diego.
- In gennaio 2000 parte da San Diego per la seconda missione. Dopo aver fatto scalo in Corea del Sud, Hong Kong, Malaysia e Bahrein, partecipa con altre unità aeronavali ad operazioni militari nel golfo Persico.
- Nel 2001, dopo gli attentati dell'11 settembre, partecipa alla guerra in Afghanistan, e rientra a San Diego a fine maggio del 2002.
- Nel 2004 partecipa con altre unità all'esercitazione aeronavale Northern Edge 2004 nel golfo dell'Alaska e all'esercitazione Rim of the Pacific al largo delle isole Hawaii e del Giappone.
- Nel 2005 lascia la base di San Diego per raggiungere la sua nuova base di appoggio a Bremerton, dove viene sottoposta a lavori di ammodernamento (Planned Incremental Availability).

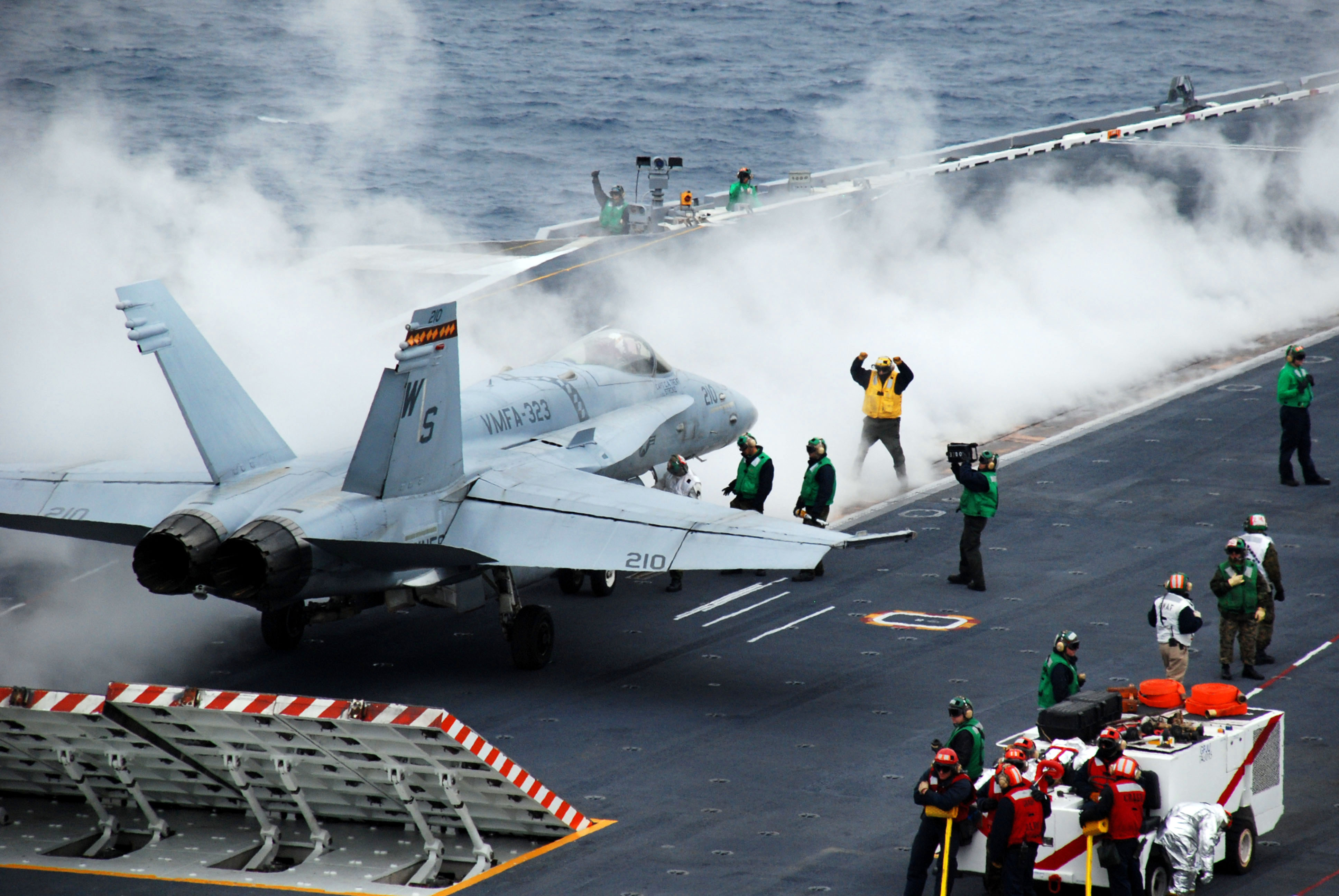
Un caccia F/A-18 Hornet si prepara al decollo

- In gennaio 2007 lascia la base navale di Bremerton per raggiungere il golfo Persico, dove si unisce alla portaerei USS Dwight D. Eisenhower (CVN-69) per partecipare ad un'esercitazione. Ritorna a Bremerton a fine agosto per essere sottoposta ad altri lavori di ammodernamento, tra cui la sostituzione completa del ponte di volo. Il costo dei lavori è stato stimato in 240 milioni di USD.
- In settembre 2008 parte dalla base di Bremerton per una crociera di addestramento al largo della California meridionale.
- In gennaio 2009 parte per un'esercitazione della durata di sette mesi nel Pacifico occidentale.